# 吳浚
吳浚（1448年—？年），字淵之，江西饒州府德興縣人，民籍，治《詩經》，明朝政治人物。

## 生平
成化十年（1474年）甲午科江西鄉試第五十六名舉人。成化二十三年（1487年）中式丁未科會試第二百五十六名，三甲第二十六名進士。

## 家族
曾祖吳以清，知縣 贈太僕寺寺丞；祖父吳濩，太僕寺寺丞；父吳亶，母張氏。